# Semantic MediaWiki
Semantic MediaWiki（SMW）是对MediaWiki的一种扩展。其允许在维基页面之中标注语义数据，从而将采用了该扩展的维基站点转变成为语义维基站点（semantic wiki）。其中，已经编码的数据可用于语义搜索，用于页面的聚合，采用地图、日历和图形之类的格式加以显示，以及采用RDF和CSV之类的格式导出给外部世界。